# 대한민국 정무장관(제2)실
정무장관(제2)실(政務長官(第二)室)은 외교·안보에 간한 업무를 관장하는 대한민국의 옛 중앙행정기관이다. 1981년 4월 8일 제2무임소장관실을 개편하여 발족하였으며 1982년 3월 20일 폐지되었다. 하지만 정무장관(제3)실을 정무장관(제2)실로 개편하여 사회·문화에 관한 업무를 관장하되 특히 여성·아동·청소년 문제 등과 관련한 정책 건의·연구 개발·조정 등을 담당한 대한민국의 중앙행정기관으로 부활하였으며 1998년 2월 28일 여성특별위원회로 개편되면서 폐지되었다.

## 설치 근거 및 소관 업무
- 정부조직법 [법률 제3422호, 1981.04.08 일부개정] 제18조[2]
- 정무장관실직제 [대통령령 제10280호, 1981.04.08 제정] 제1조[3] 및 제2조[4]

## 연혁
- 1981년 4월 8일 - 제2무임소장관실을 폐지하고 정무장관(제2)실을 신설.
- 1982년 3월 20일 - 정무장관(제2)실을 폐지. 정무장관(제3)실을 폐지하고 정무장관(제2)실로 개편.
- 1998년 2월 27일 - 정무장관(제2)실을 폐지하고 여성특별위원회를 신설.

## 조직
- 정무실장 ( 1988.04 ~ 1998.02 )
- 제1조정관 ( 1988.04 ~ 1998.02 )
- 제2조정관 ( 1988.04 ~ 1998.02 )
- 제3조정관 ( 1988.04 ~ 1998.02 )
- 제4조정관 ( 1988.04 ~ 1998.02 )
- 총무담당관 ( 1988.04 ~ 1998.02 )

## 역대 장관

### 정무제2장관
| 정부        | 대수      | 이름           | 임기                                | 출신지                     | 출신학교 | 비고                                                                                                |
| ----------- | --------- | -------------- | ----------------------------------- | -------------------------- | -------- | --------------------------------------------------------------------------------------------------- |
| 제 5 공화국 | 초대      | 노태우(盧泰愚) | 1981년 7월 16일 ~ 1982년 3월 20일   | 경북 대구 (현 대구 동구)   | 육사     | 제13대 대통령&체육부 장관&내무부 장관&제12대 국회의원&민주자유당 총재                               |
| 제 5 공화국 | 권한 대행 | 오세응(吳世應) | 1982년 3월 20일 ~ 1983년 10월 15일  | 경기 안성                  | 연세대   | 정무제1장관&제8·9·10·11·12·14·15대 국회의원&국회 문화공보위원회 위원장&국회부의장&한국통신사 이사장 |
| 노태우 정부 | 2대       | 조경희(趙敬姬) | 1988년 2월 25일 ~ 1988년 12월 4일   | 경기 강화 (현 인천 강화)   | 이화여대 | 한국수필가협회장&한국여류문학인회장&예술문화단체총연합회장&한국여성개발원 이사장                    |
| 노태우 정부 | 3대       | 김영정(金榮禎) | 1988년 12월 5일 ~ 1990년 3월 18일   | 함남 함흥                  | 이화여대 | 제12대 국회의원                                                                                     |
| 노태우 정부 | 4대       | 이계순(李季順) | 1990년 3월 19일 ~ 1990년 12월 27일  | 경북 대구 (현 경북과 분리) | 서울대   | 연세대 교수&서울대 교수                                                                             |
| 노태우 정부 | 5대       | 이계순(李季順) | 1990년 12월 27일 ~ 1991년 12월 19일 | 경북 대구 (현 경북과 분리) | 서울대   | 연세대 교수&서울대 교수                                                                             |
| 노태우 정부 | 6대       | 김갑현(金甲現) | 1991년 12월 20일 ~ 1993년 2월 25일  | 경기 경성 (현 서울)        | 서울대   | 대한 YWCA 연합회 회장, 학교법인 유신학원 이사장, 現) 학교법인 유신학원 명예이사장                   |
| 문민 정부   | 7대       | 권영자(權英子) | 1993년 2월 26일 ~ 1994년 12월 23일  | 경북 예천                  | 서울대   | 제15대 국회의원                                                                                     |
| 문민 정부   | 8대       | 김장숙(金長淑) | 1994년 12월 24일 ~ 1996년 8월 7일   | 경기 경성 (현 서울)        | 서울대   | 제12대 국회의원&한국가정복지정책연구소 이사장                                                       |
| 문민 정부   | 9대       | 김윤덕(金胤德) | 1996년 8월 8일 ~ 1997년 8월 5일     | 전남 신안                  | 성균관대 | 제8·9·10대 국회의원                                                                                 |
| 문민 정부   | 10대      | 이연숙(李嬿淑) | 1997년 8월 6일 ~ 1998년 3월 2일     | 강원 화천                  | 이화여대 | 제16대 국회의원&한국여성단체협의회장                                                                |

## 역대 차관

### 정무제2장관 보좌관
| 정부        | 대수 | 이름           | 임기                                | 출신지              | 출신학교 | 비고                                                                     |
| ----------- | ---- | -------------- | ----------------------------------- | ------------------- | -------- | ------------------------------------------------------------------------ |
| 제 5 공화국 | 임시 | 최일홍(崔一鴻) | 1981년 5월 28일 ~ 1981년 7월 15일   | 경남 고성           | 고려대   | 제1무임소장관실 정책연구실장&체육부 기획관리실장&체육부 차관             |
| 제 5 공화국 | 초대 | 최일홍(崔一鴻) | 1981년 7월 16일 ~ 1982년 3월 20일   | 경남 고성           | 고려대   | 제1무임소장관실 정책연구실장&체육부 기획관리실장&체육부 차관             |
| 노태우 정부 | 2대  | 정연춘(鄭然春) | 1988년 3월 18일 ~ 1990년 3월 19일   | 강원 강릉           | 서울대   |                                                                          |
| 노태우 정부 | 3대  | 윤기병(尹奇炳) | 1990년 3월 20일 ~ 1992년 3월 5일    | 경기 양평           | 고려대   | 정무제1장관 보좌관&한국문화연구원장                                      |
| 노태우 정부 | 4대  | 이현구(李顯求) | 1992년 3월 6일 ~ 1993년 3월 3일     | 경기 경성 (현 서울) | 서울대   | 한국화학공학회장&한국과학기술한림원장                                    |
| 문민 정부   | 5대  | 김정숙(金貞淑) | 1993년 3월 4일 ~ 1993년 12월 27일   | 전남 나주           | 고려대   | 제14·15·16대 국회의원&한국여성단체협의회장&한국걸스카우트연맹 총재       |
| 문민 정부   | 6대  | 김영순(金榮順) | 1993년 12월 28일 ~ 1994년 11월 26일 | 충북 음성           | 이화여대 | 대통령비서실 여성특별보좌관&여성정책실무위원회 위원장&인구보건복지협회장 |

### 정무제2차관
| 정부      | 대수 | 이름           | 임기                                | 출신지                     | 출신학교 | 비고                                                                     |
| --------- | ---- | -------------- | ----------------------------------- | -------------------------- | -------- | ------------------------------------------------------------------------ |
| 문민 정부 | 6대  | 김영순(金榮順) | 1994년 11월 26일 ~ 1995년 3월 29일  | 충북 음성                  | 이화여대 | 대통령비서실 여성특별보좌관&여성정책실무위원회 위원장&인구보건복지협회장 |
| 문민 정부 | 7대  | 김정자(金貞子) | 1995년 3월 30일 ~ 1996년 12월 23일  | 경북 대구 (현 경북과 분리) | 부산대   | 녹색사회연구소 이사장                                                    |
| 문민 정부 | 8대  | 정옥순(鄭玉淳) | 1996년 12월 24일 ~ 1997년 11월 19일 | 경북 포항                  | 경북대   |                                                                          |
| 문민 정부 | 9대  | 신태희(申泰姬) | 1997년 11월 20일 ~ 1998년 3월 2일   | 경기 경성 (현 서울)        | 고려대   |                                                                          |

## 같이 보기
- 정무장관실
- 정무장관(제1)실
- 정무장관(제3)실